# Jeremy Taylor
Pour les articles homonymes, voir Taylor.
Jeremy Taylor, né en 1613 à Cambridge et mort le 13 août 1667 à Lisburn, est un théologien et prédicateur anglican.

## Biographie
Il est nommé en 1642 chapelain du roi Charles Ier d'Angleterre, vit dans la retraite depuis la mort de ce prince jusqu'à la restauration des Stuarts. Il est promu par Charles II d'Angleterre à l'êvêché de Down et appelé au conseil privé. 
On a de lui, outre un grand nombre de livres de controverse : 
- Discours sur la justice et la bonté de Dieu au sujet du péché originel ;
- le Grand modèle de Sainteté, une histoire de la vie et de la mort de J.-C. ;
- Règles et exercices d'une vie sainte ;
- Doctor dubitanlium, recueil de règles pour les cas de conscience.

Ses Œuvres, qui forment 6 volumes in-folio, jouissent au XIXe siècle d'une grande autorité en Angleterre, tant pour le style que pour la rigueur de la logique.

## Source
Cet article comprend des extraits du Dictionnaire Bouillet. Il est possible de supprimer cette indication, si le texte reflète le savoir actuel sur ce thème, si les sources sont citées, s'il satisfait aux exigences linguistiques actuelles et s'il ne contient pas de propos qui vont à l'encontre des règles de neutralité de Wikipédia.